# Приключението на бръмбарите
„Приключението на бръмбарите“ е американска компютърна анимация от 1998 г. на режисьора Джон Ласитър, продуциран от Pixar Animation Studios.